# Novo Acordo
Novo Acordo es un municipio brasileño del estado del Tocantins. Se localiza a una latitud 09º57'46" sur y a una longitud 47º40'38" oeste, estando a una altitud de 205 metros. Su población estimada en 2004 era de 3.323 habitantes.
Posee un área de 2539,35 km².